# Saint-Côme
Saint-Côme è un comune francese di 303 abitanti situato nel dipartimento della Gironda nella regione della Nuova Aquitania.

## Società

### Evoluzione demografica
Abitanti censiti